# Perlomyia smithae
Perlomyia smithae is een steenvlieg uit de familie naaldsteenvliegen (Leuctridae). De wetenschappelijke naam van de soort is voor het eerst geldig gepubliceerd in 1973 door Nelson & Hanson.